# Banda Central Sud (jezik)
Banda Central Sud jezik (ISO 639-3: bjo; središnji-južni banda jezik), ubanški jezik uže skupine banda, kojim govori preko 100 000 ljudi, od čega 100 000 u Srednjoafričkoj Republici (1996); 2 000 u Demokratskoj Republici Kongo, i nepoznat broj u Sudanu. Pripada centralnojezgrovnoj podskupini središnjeg juga, koju ćini s jezicima Gobu [gox] (DR Kongo), Kpagua [kuw] (Srednjoafr. Republika), Mono [mnh] (DR Kongo) i Ngundu [nue] (DR Kongo). 
Ima više dijalekata: bongo, dukpu, yakpa (yacoua, yakpwa, yakwa, bayaka) i wasa (ouassa). U upotrebi je u sango [sag]. latinično pismo

## Vanjske poveznice
- Ethnologue (14th)
- Ethnologue (15th)